# Cirrochroa myrsa
Cirrochroa myrsa är en fjärilsart som beskrevs av Smith 1887. Cirrochroa myrsa ingår i släktet Cirrochroa och familjen praktfjärilar. Inga underarter finns listade i Catalogue of Life.